# Žlutava
Obec Žlutava se nachází v okrese Zlín ve Zlínském kraji. Žije zde přibližně 1 200 obyvatel.

## Název
Původní název osady zněl Žltov či Žlutov. Mohl být odvozen od osobního jména Žlt (Žlut) a pak označoval vlastnictví člověka s tím jménem nebo od obecného žl(u)tý a v tom případě je motivace pojmenování nejasná. Ze 16. století je doloženo pojmenování Žlutov pro některý vrch v okolí a nedá se rozhodnout, zda jméno vsi bylo přeneseno na vrch nebo naopak. V dalším vývoji jméno vsi přešlo do množného čísla (Žlutovy), které posléze bylo chápáno jako ženské, a z něj po změně samohlásky ve druhé slabice opět do jednotného čísla.

## Historie
První písemná zmínka o obci pochází z roku 1667.

## Pamětihodnosti
- Kostel svatého Cyrila a Metoděje

## Kamenolom
Zhruba 1 km jihozápadně od Žlutavy se nachází kamenolom, kde se těží křemičitovápenatý pískovec. Tyto těžební prostory patřily v minulosti i s okolními lesy k napajedelskému panství a nazývaly se „Panský lom“. Od roku 1997 je vlastníkem lomu společnost Kamenolom Žlutava, s. r. o. Zpočátku se zde těžil jen lomový kámen, později byl provoz doplněn o drtící a třídící linku. Drcené kamenivo se používá ve stavebnictví, např. při výstavbě bytů, komunikací a parkovišť, jako drenážní materiál apod.

## Společenský život
V roce 2017 uspěla obec v soutěži Vesnice roku. Získala druhé místo v celostátním hodnocení v kategorii Oranžová stuha. Komise soutěže ocenila její spolupráci se zemědělskými subjekty už při tvorbě osevních plánů, hospodaření s vodou a ochranu půdy. Obec zaujala nadšením spolků včelařů, zahrádkářů i myslivců, společenským životem a výchovou dětí k zemědělství, vzájemnou pospolitostí občanů, místních spolků, zemědělců a zároveň respektem ke starostovi.

## Fotogalerie

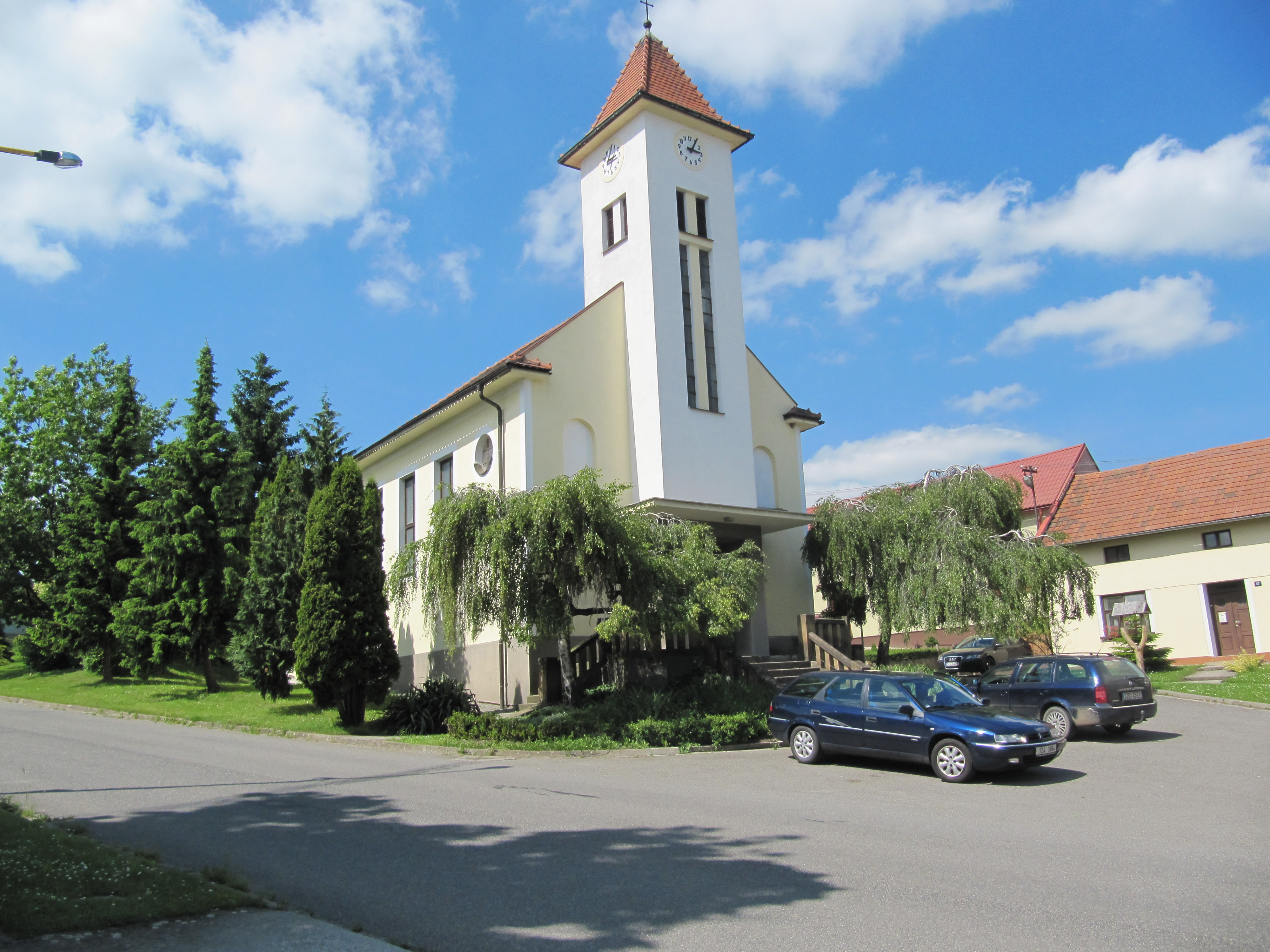
Kostel sv. Cyrila a Metoděje z r. 1939
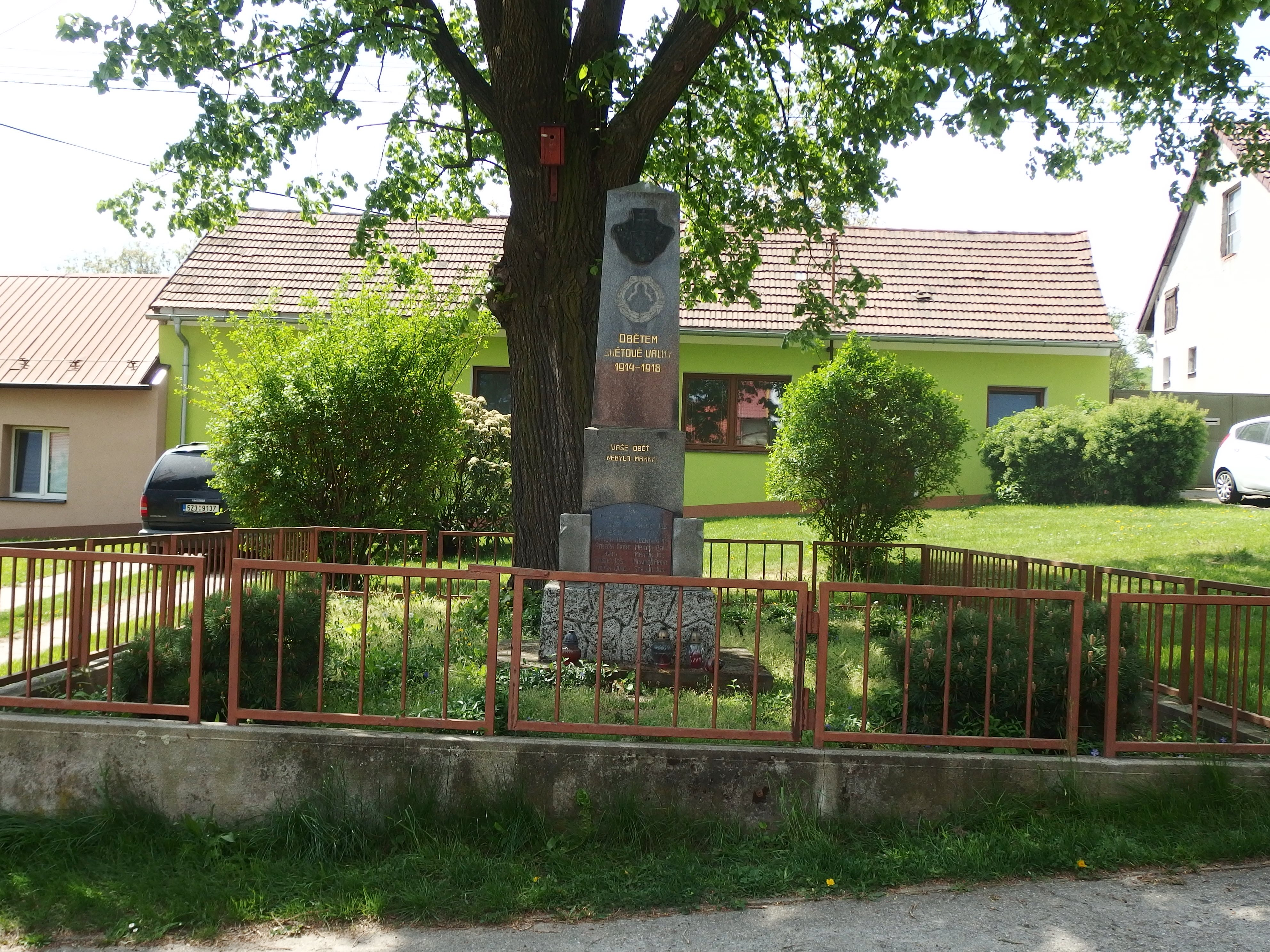
Pomník obětem první světové války
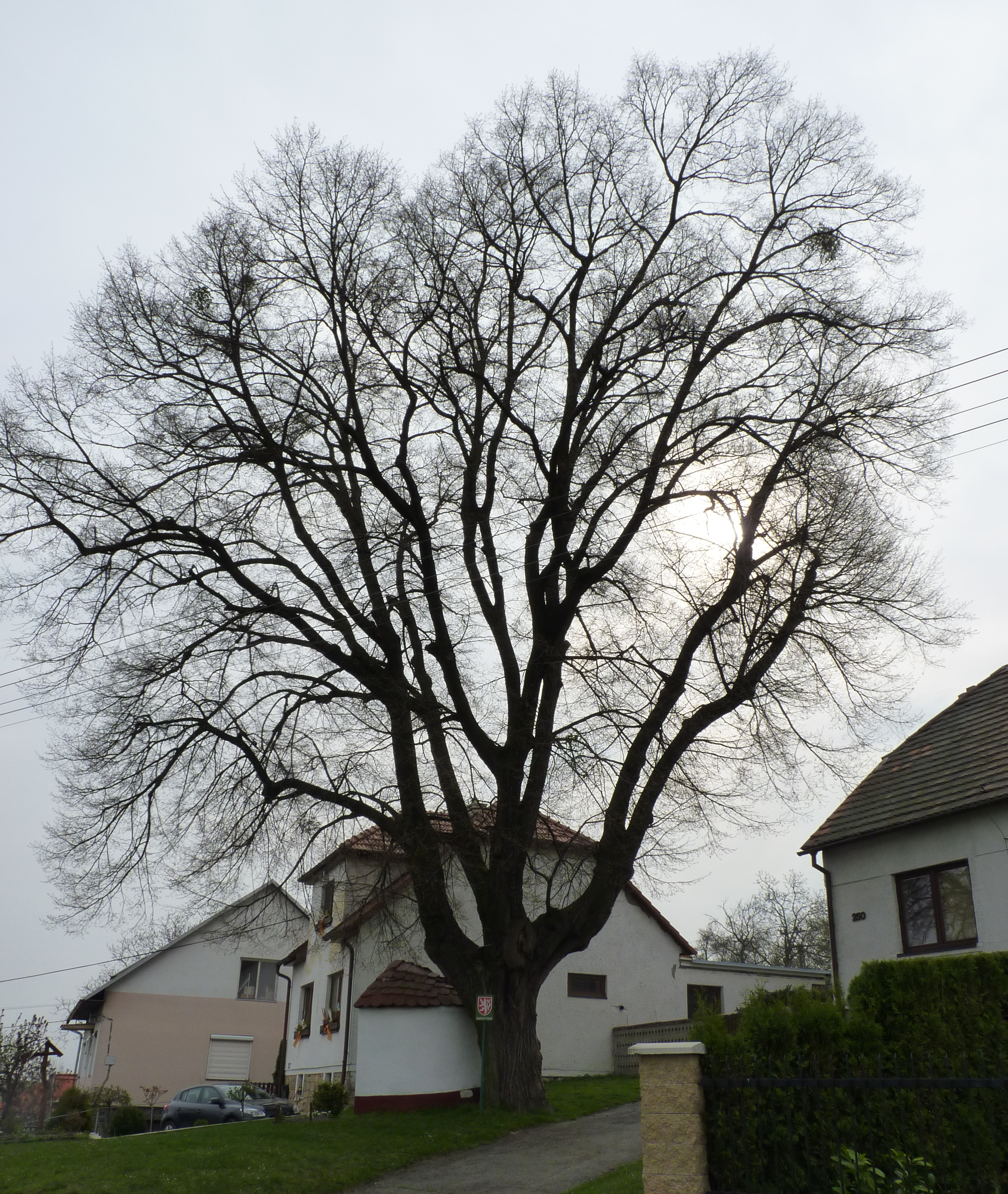
Lípa u kapličky
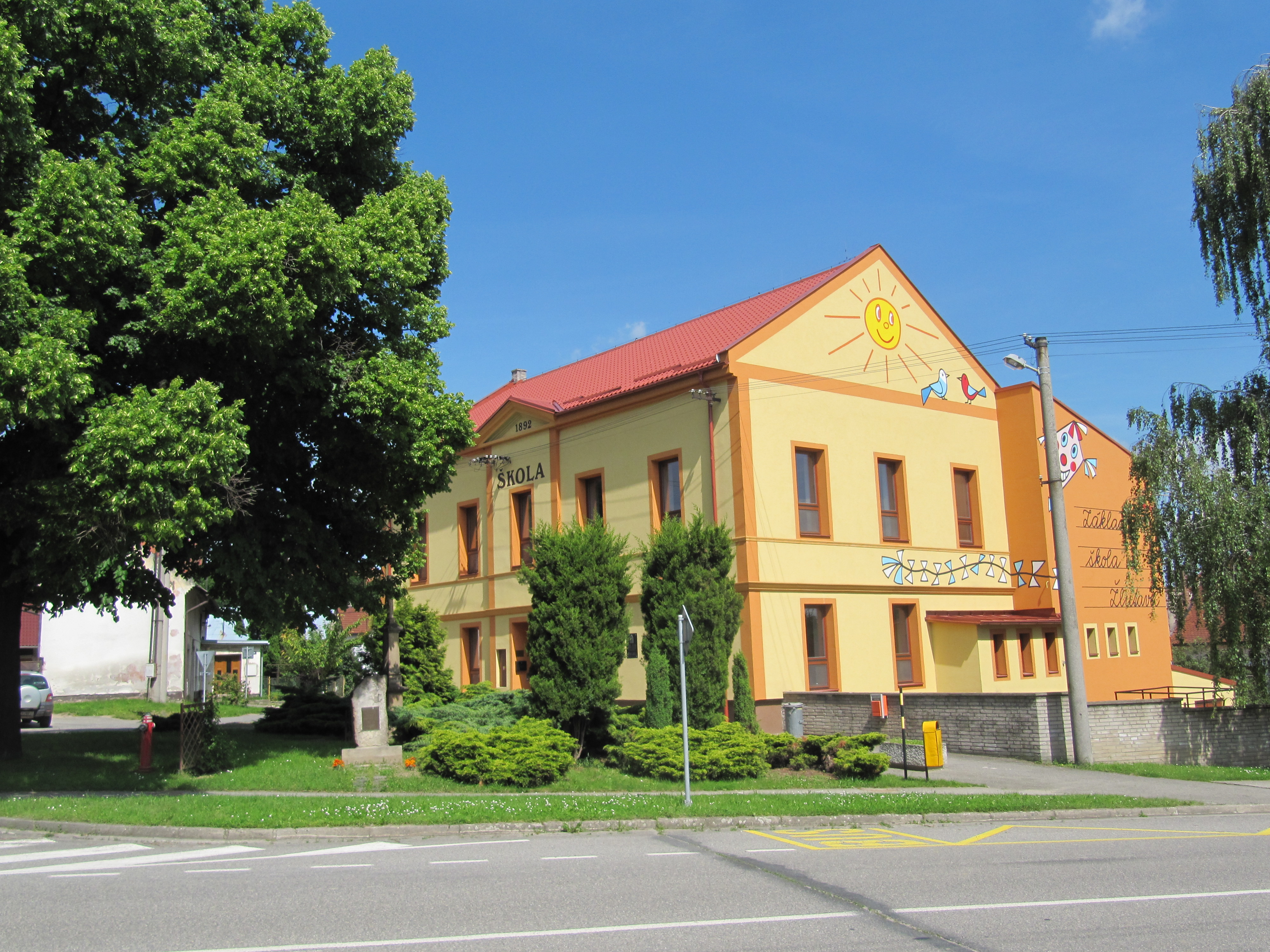
Žlutavská škola
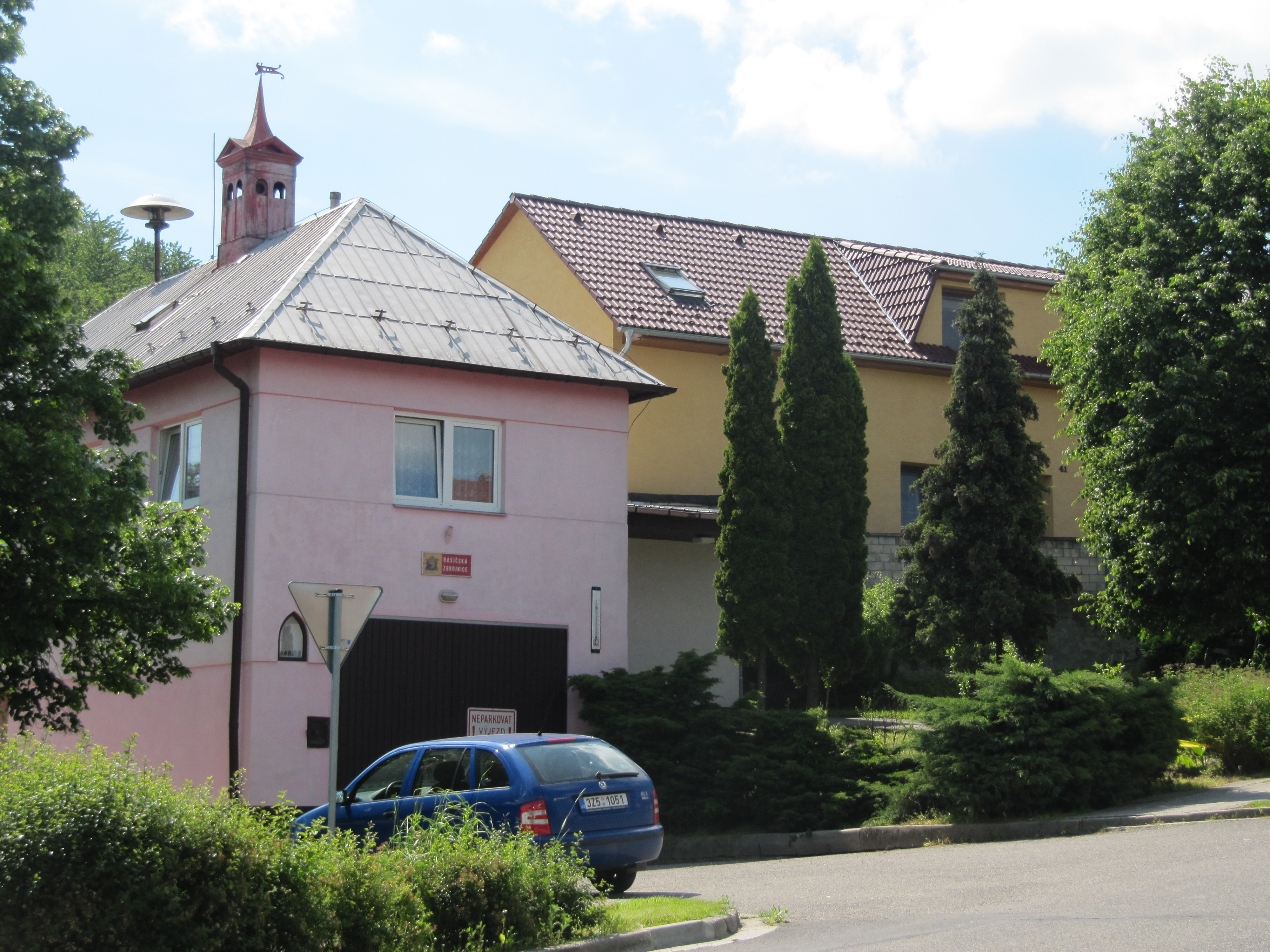
Hasičská zbrojnice